# ستان كيرش
ستان كيرش (بالإنجليزية: Stan Kirsch)‏ هو كاتب سيناريو ومخرج وممثل أمريكي، ولد في 15 يوليو 1968 بنيويورك في الولايات المتحدة.

## أعمال

### مسلسلات
- جاغ
- هايلاندر

## وصلات خارجية
- ستان كيرش على موقع IMDb (الإنجليزية)
- ستان كيرش على موقع روتن توميتوز (الإنجليزية)
- ستان كيرش على موقع ألو سيني (الفرنسية)
- ستان كيرش على موقع أول موفي (الإنجليزية)
- ستان كيرش على موقع قاعدة بيانات الفيلم (الإنجليزية)
- ستان كيرش على موقع كينوبويسك (الروسية)